# بازوكا
البازوكة (بالإنجليزية: Bazooka)‏ سلاح أمريكي قاذف للصواريخ يحمله الأفراد كمضاد للدبابات. لمقذوفاته الصاروخية قدرة اختراق الجدران الصلبة ومن ثم الانفجار الشديد لتدمير الدبابات أو إعطابها. دخل الخدمة أثناء الحرب العالمية الثانية عام 1942 وكان فعالا في الميدان. وقد أخذ اسمه من آلة موسيقية تشبهه في الشكل.

## مواصفاته
وهو عبارة عن أنبوبة من الفولاذ، طولها نحو 5 أقدام، وقطرها 2,36 بوصة،ملساء الجوف، مفتوحة من طرفيها، ولها قبضة تمكن المستعمل من التحكم بها، وبها مسند ترتكز به على كتف الجندي، فهو يحملها على كتفه عند الإطلاق وبها زناد. وكل ما تحتاجه البندقية هو التصويب والإطلاق.

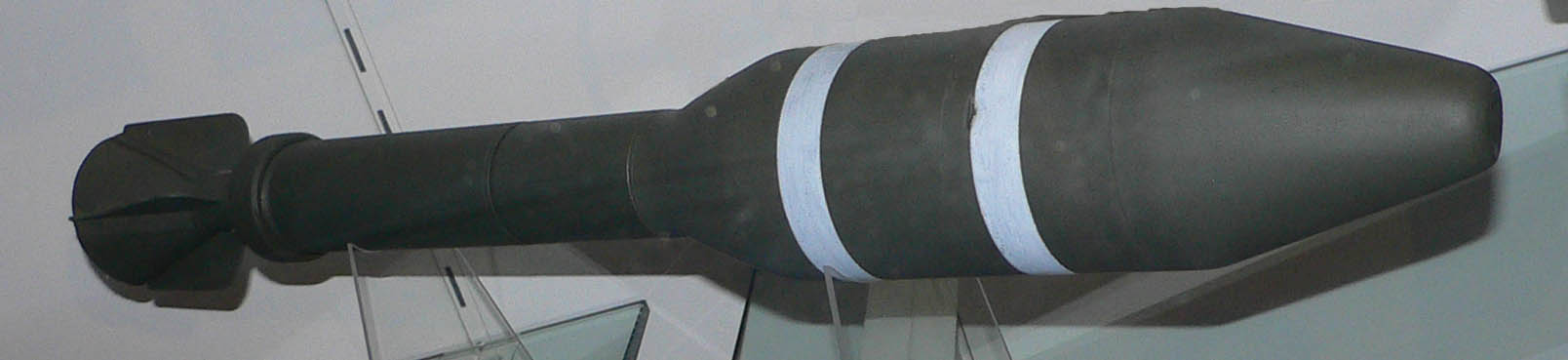
صاروخ البازوكة

ومقذوفه عبارة عن صاروخ يحمل رأسا حربيا يحمل مادة متفجرة، يخترق جدار الدبابة الصلب عند ارتطامه بها. وتنفجر الذخيرة مشكلة درجة من الحرارة عالية في سرعة فائقة إما أن تفجر الدبابة أو تعطبها. والمادة المفجرة البينتولايت (بالإنجليزية: pentolite)‏. وصاروخ البازوكة طوله 19 بوصة، ويزن 3 ونصف الرطل وبه نصف رطل من البينتولايت. وهو يخترق من الجدار المصفح 5 بوصات إذا أطلق وهو على بعد 300 يارد من الدبابة. ولكي لا ترتد الأنبوبة إلى الوراء عند إطلاقها كالبنادق والمدافع بسبب رد الفعل، أبقيت فتحة الأنبوبة الخلفية مفتوحة، حيث يخرج منها بشدة عند الإطلاق لهب ودخان أسود. وحتى لا يرتد على مطلقيها فيؤذيهم، يُضطروا للخروج إلى العراء تحت حماية نيران حظيرتهم. ولإطلاقها كان جندي يحمل البازوكة على كتفه وآخر يشحنها بالذخيرة وثالث يطلقها. وكان وزننها 14 ونصف الرطل.

## تطور البازوكة
ومع تقدم الحرب العالمية الثانية كانت الولايات المتحدة الأمريكية تقوم بتحسين تصميم البازوكة الأولى فأدخلت عليها إصلاحات تجعل منها أداة ضد الدبابات الألمانية الثقيلة. وصارت تصنع من الألمنيوم بدلا من الفولاذ. وصارت الأنبوبة قطعتين لا قطعة واحدة تركب إحداهما الأخرى لتكونا قطعة واحدة عند الحاجة ليسهل حملها. وازداد قطرها فأصبح 3,5 بوصة ووزنها 15 رطلا. أما صاروخها المضاد للدبابات فطوله 23,5 بوصة ووزنه 9 أرطال ومدى قذفه 400 يارد.

## عيوب البازوكة
من عيوب البازوكة قصر مداها وعيبها كذلك عدم الدقة في تحريرها أو تصويبها. ومع هذا فقد أبلى الجنود الأمريكيون بها بلاء حسنا عندما نزلوا في شمال أفريقيا في الحرب العالمية الثانية وبالبازوكة المحسنة في الحرب الكورية. (1950 - 1953).

## مستخدموها
- الولايات المتحدة
- المملكة المتحدة
- كندا
- باراغواي
- الأرجنتين
- البرتغال
- اليمن
- فرنسا
- الصومال